# Primary Colors
Primary Colors (bra: Segredos do Poder; prt: Escândalos do Candidato) é um filme estadunidense de 1998, dos gêneros comédia dramático-romântica e policial, dirigido por Mike Nichols, com roteiro de Elaine May baseado no livro homônimo Primary Colors: A Novel of Politics, um roman à clef sobre a primeira campanha presidencial de Bill Clinton em 1992, que foi originalmente publicado anonimamente, mas em 1996 foi revelado ter sido escrito pelo jornalista Joe Klein, que estava cobrindo a campanha de Clinton para a Newsweek.  O filme é estrelado por John Travolta, Emma Thompson, Billy Bob Thornton, Kathy Bates, Maura Tierney, Larry Hagman e Adrian Lester.
Foi aclamado pela crítica, mas foi um decepção nas bilheterias, arrecadando US$52 milhões com um orçamento de US$65 milhões. 
O filme teve duas indicações ao Óscar: Kathy Bates, de Melhor Atriz Coadjuvante, e Elaine May, pela adaptação do roteiro.

## Sinopse
John Stanton (John Travolta) é um governador de um estado no Sul dos EUA que decide ser candidato à Presidência da
República. O filme acompanha o atrapalhado e mulherengo John, e vai avançando na política. O filme é vagamente baseado na carreira de Bill Clinton.

## Elenco
- John Travolta como Jack Stanton
- Emma Thompson como Susan Stanton
- Adrian Lester como Henry Burton
- Billy Bob Thornton como Richard Jemmons
- Kathy Bates como Libby Holden
- Maura Tierney como Daisy Green
- Paul Guilfoyle como Howard Ferguson
- Larry Hagman como Fred Picker
- Stacy Edwards como Jennifer Rogers
- Diane Ladd como Mamma Stanton
- Kevin Cooney como Lawrence Harris
- Rebecca Walker como March Cunningham
- Caroline Aaron como Lucille Kaufman
- Tommy Hollis como William "Fat Willie" McCollister
- Rob Reiner como Izzy Rosenblatt
- Ben L. Jones como Arlen Sporken
- J. C. Quinn como tio Charlie
- Allison Janney como Miss Walsh
- Robert Klein como Norman Asher
- Mykelti Williamson como Dewayne Smith
- Robert Easton como Dr. Beauregard
- Geraldo Rivera como ele mesmo
- Charlie Rose como ele mesmo
- Larry King como ele mesmo
- Chelcie Ross como Charlie Martin
- Tony Shalhoub como Eddie Reyes
- John Vargas como Lorenzo Delgado
- Robert Cicchini como Jimmy Ozio
- Gia Carides como Cashmere McLeod
- Bill Maher como ele mesmo
- Sophia Choi como ela mesma

## Produção
Após a publicação do livro em 1996, o diretor Mike Nichols pagou mais de US$1 milhão pelos direitos de exibição. O filme foi roteirizado pela escritora e diretora Elaine May, que colaborou com Nichols em um ato duplo de comédia nas décadas de 1950 e 60. No Festival de Cannes, Thompson disse que não baseou sua performance em Hillary Clinton, enquanto Travolta disse que baseou a sua em vários presidentes, mas principalmente em Bill Clinton.
Nichols foi criticado por cortar uma cena de amor inter-racial da versão final do filme. Ele respondeu que havia removido a cena por causa das reações desfavoráveis de uma audiência prévia. O filme também gerou polêmica por sua representação de um personagem como Clinton, já que também foi lançado perto do escândalo Lewinsky.

## Recepção
O filme teve uma recepção positiva da crítica de cinema. O crítico da Variety o chamou de "filme à clef" e disse que o público americano provavelmente o aceitaria como um relato factual porque ele espelhava personagens e eventos da vida real. O Los Angeles Times deu notas altas ao filme, observando o espelhamento de Travolta de Bill Clinton, mas descrevendo a personagem de Thompson como na verdade não baseada em Hillary Clinton. Entertainment Weekly chamou Travolta de "Clintonian". The Cincinnati Enquirer deu elogios aos retratos dos personagens de Bill e Hillary Clinton. O revisor sindicalizado Roger Ebert disse que o filme era "perspicaz e muito sábio sobre as realidades da vida política"  e The Cincinnati Enquirer disse que o filme era uma "dissecação matizada de como a política americana real funciona".
Em uma crítica negativa, Jeff Vice do Deseret News escreveu que a última metade do filme se arrastou, o desempenho de Travolta parecia mais uma personificação do que uma atuação real, o filme carecia de sutileza ou profundidade e estava carregado de piadas baratas e óbvias. No entanto, Vice escreveu que "suporte sólido é fornecido por Maura Tierney, Larry Hagman e Stacy Edwards".
O Primary Colors atualmente detém uma classificação de 81% no Rotten Tomatoes com base em 76 comentários, com uma classificação média de 7,28/10. O consenso dos críticos do site diz: "Bem atuado e surpreendentemente engraçado."

### Bilheteria
O filme teve uma bilheteria decepcionante, levando apenas US$39 milhões no mercado interno e US$13 milhões no mercado externo, para um total bruto mundial de US$52 milhões em um orçamento de US$65 milhões.

## Prêmios e indicações
| Prêmio            | Categoria                                  | Recipiente                                  | Resultado                   |
| ----------------- | ------------------------------------------ | ------------------------------------------- | --------------------------- |
| Oscar da Academia | Melhor Atriz Coadjuvante                   | Kathy Bates                                 | Indicado                    |
| Oscar da Academia | Melhor Roteiro Adaptado                    | Mike Nichols, Jonathan Krane e Neil Machlis | Indicado                    |
| Globo de Ouro     | Melhor Ator em Filme de Comédia ou Musical | John Travolta                               | Indicado                    |
| Globo de Ouro     | Melhor Atriz Coadjuvante no Cinema         | Kathy Bates                                 | Indicado                    |
| SAG Awards        | Melhor Atriz Coadjuvante                   | Kathy Bates                                 | Venceu[carece de fontes?]   |
| BAFTA             | Melhor Atriz Coadjuvante                   | Kathy Bates                                 | Indicado[carece de fontes?] |

## Video caseiro
Primary Colors foi lançado em VHS e DVD em setembro de 1998. Foi lançado em Blu-ray em outubro de 2019.

## Trilha sonora
O álbum da trilha sonora, com música e produzida por Ry Cooder, foi lançado em março de 1998.